# Энергия

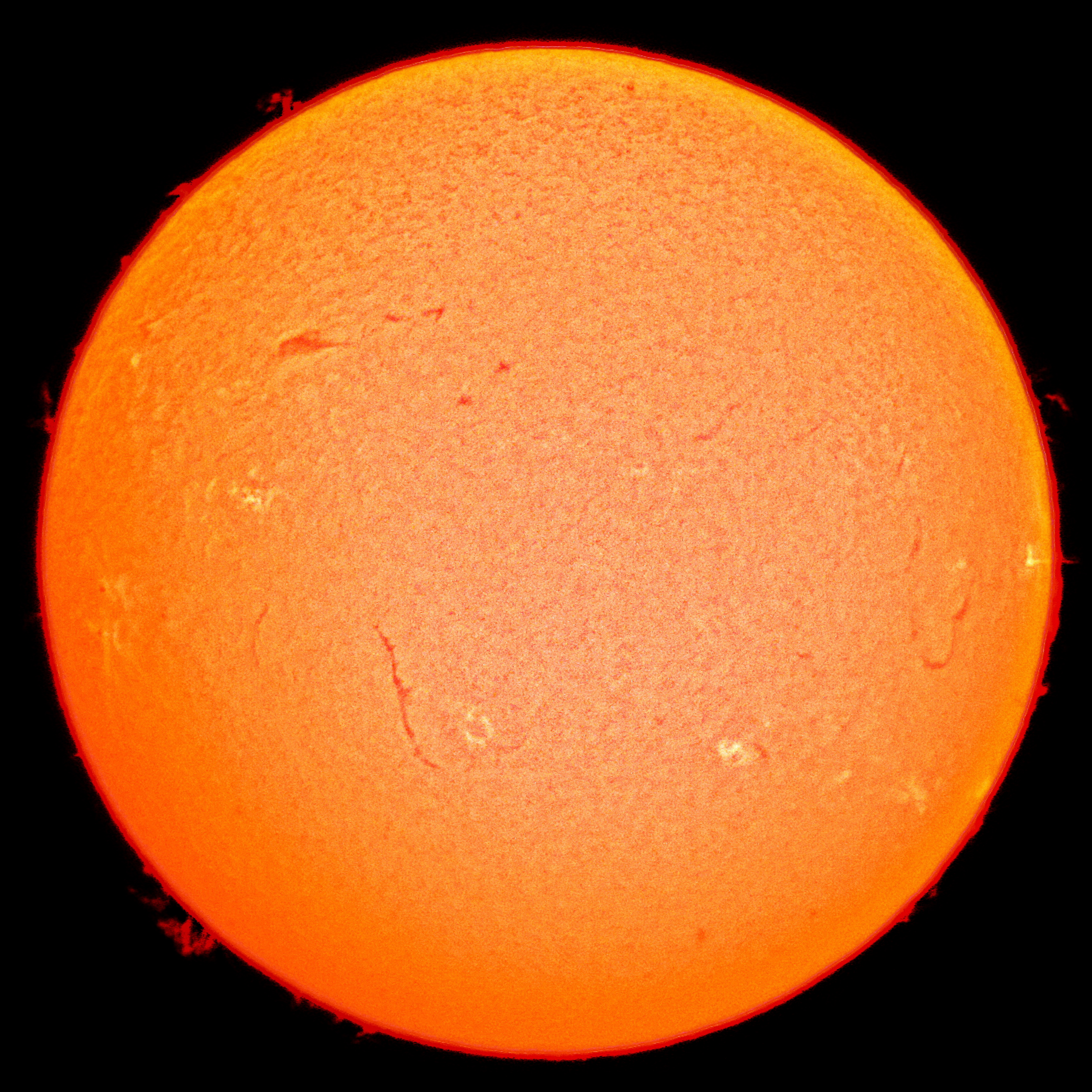
Солнце является источником энергии для большей части жизни на Земле. Оно получает свою энергию главным образом от ядерного синтеза в его ядре, превращая массу в энергию, когда протоны объединяются в гелий. Эта энергия переносится на поверхность Солнца, а затем высвобождается в космос в основном в форме лучистой (световой) энергии.

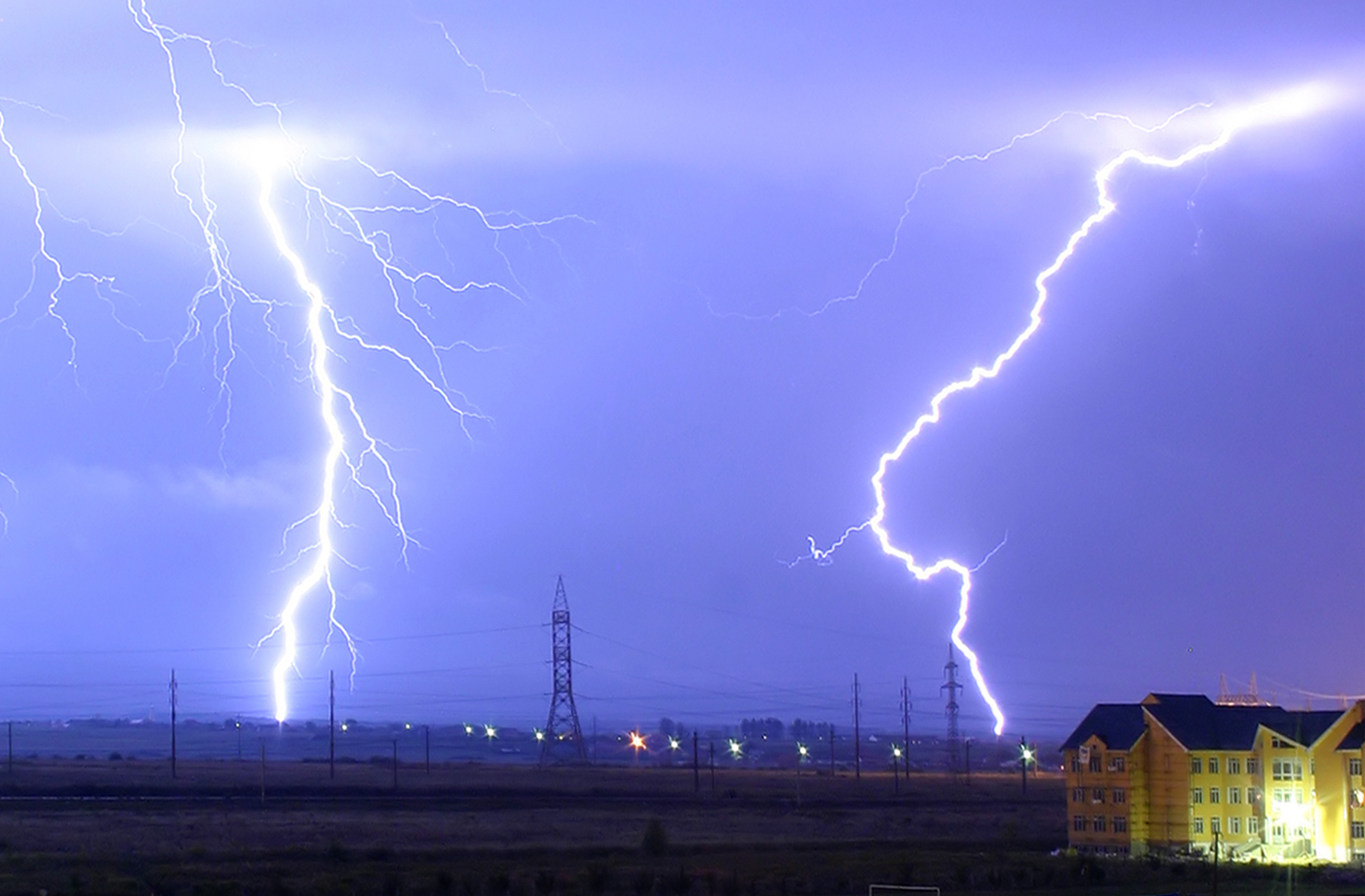
В типичном ударе молнии 500 мегаджоулей Электрическая потенциальная энергия преобразуются в такое же количество энергии в других формах — в основном в световую энергию, звуковую и тепловую.

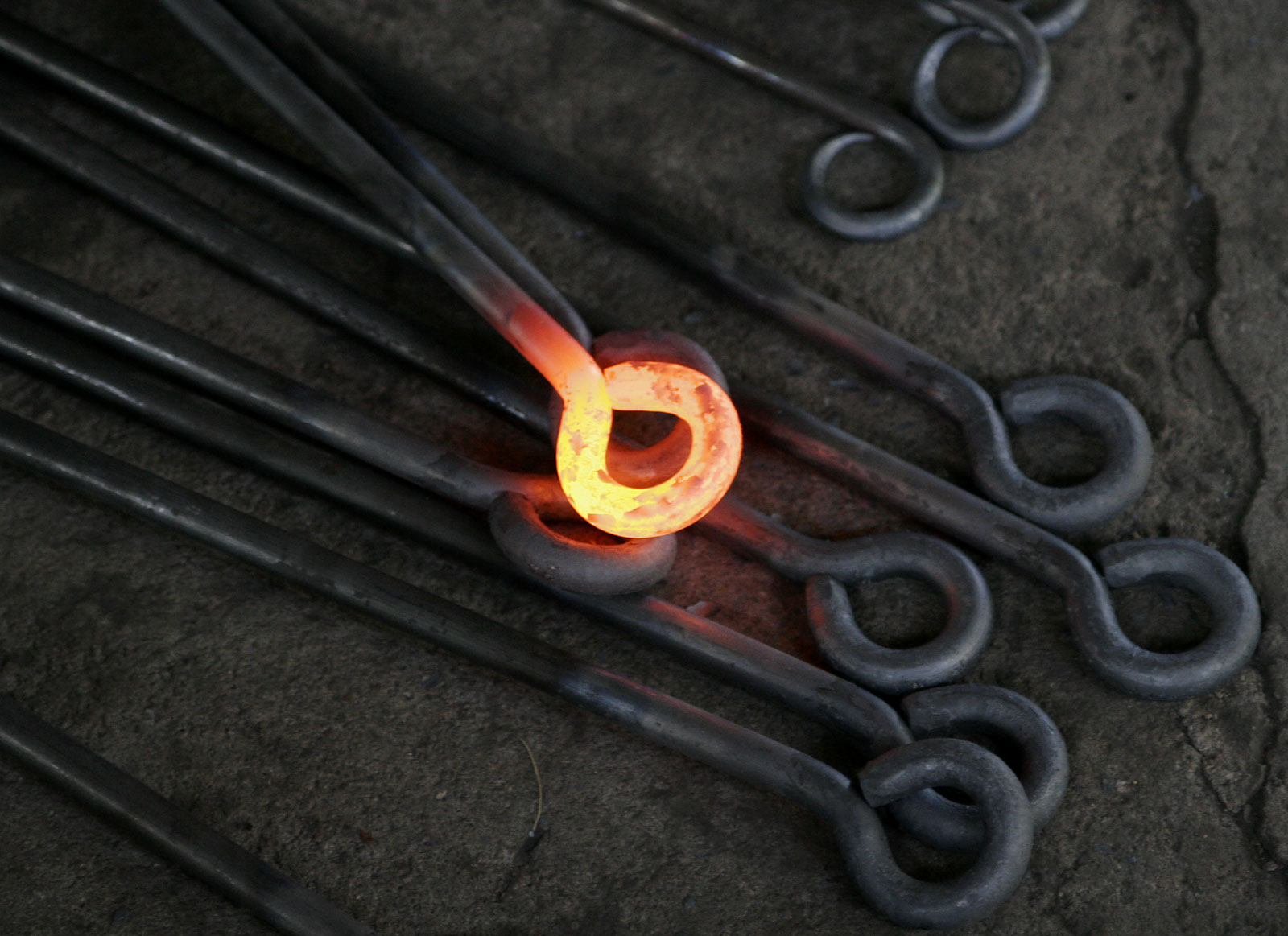
Тепловая энергия — это энергия микроскопических составляющих материи, которая может включать как кинетическую, так и потенциальную энергию. На этой картинке видно, как тепловая энергия превращается в световую.

Эне́ргия (др.-греч. ἐνέργεια — «то, что задействует / вводит в действие», «сила», «мощь») — скалярная физическая величина, являющаяся единой мерой различных форм движения и взаимодействия материи, мерой перехода движения материи из одних форм в другие. Введение понятия энергии удобно тем, что в случае, если физическая система является замкнутой, то её энергия сохраняется в этой системе на протяжении времени, в течение которого система будет являться замкнутой. Это утверждение носит название закона сохранения энергии.
С фундаментальной точки зрения энергия представляет собой один из трёх (наравне с импульсом и моментом импульса) аддитивных интегралов движения (то есть сохраняющихся во времени величин), связанный, согласно теореме Нётер, с однородностью времени, то есть независимостью законов, описывающих движение, от времени.
Слово «энергия» введено Аристотелем в трактате «Физика», однако там оно обозначало деятельность человека.

## Используемые обозначения
Обычно энергия обозначается символом Е — от лат. energīa (действие, деятельность, мощь).
Для обозначения количества теплоты (величины энергии, переданной теплообменом) обычно используется символ Q — от англ. quantity of heat (количество теплоты).
Для обозначения работы, как количества переданной энергии, обычно используется символ A — от нем. arbeit  (работа, труд) или символ W — от англ. work (работа, труд).
Для обозначения мощности, как количества изменения энергии за единицу времени, используют символ W.
Для обозначения внутренней энергии тела обычно используется символ U (происхождение символа подлежит уточнению).

## История термина
Термин «энергия» происходит от греческого слова ἐνέργεια, которое впервые появилось в работах Аристотеля и обозначало действие или действительность (то есть действительное осуществление действия в противоположность его возможности). Это слово, в свою очередь, через приставку эн- (др.-греч. ἐν, означающую «в, внутри, внутрь») образовано от греческой основы ἔργον («эргон») — «работа». Праиндоевропейский корень werg обозначал работу или деятельность (ср. англ. work, нем. Werk). В виде основы ἔργον присутствует в таком интернационализме греческого происхождения как эргономика (приспособленность чего-либо к человеческой деятельности), в виде οργ / ουργ — в таких греческих словах, как оргия (блудодейство) или теургия (божественное действо) и т. п.

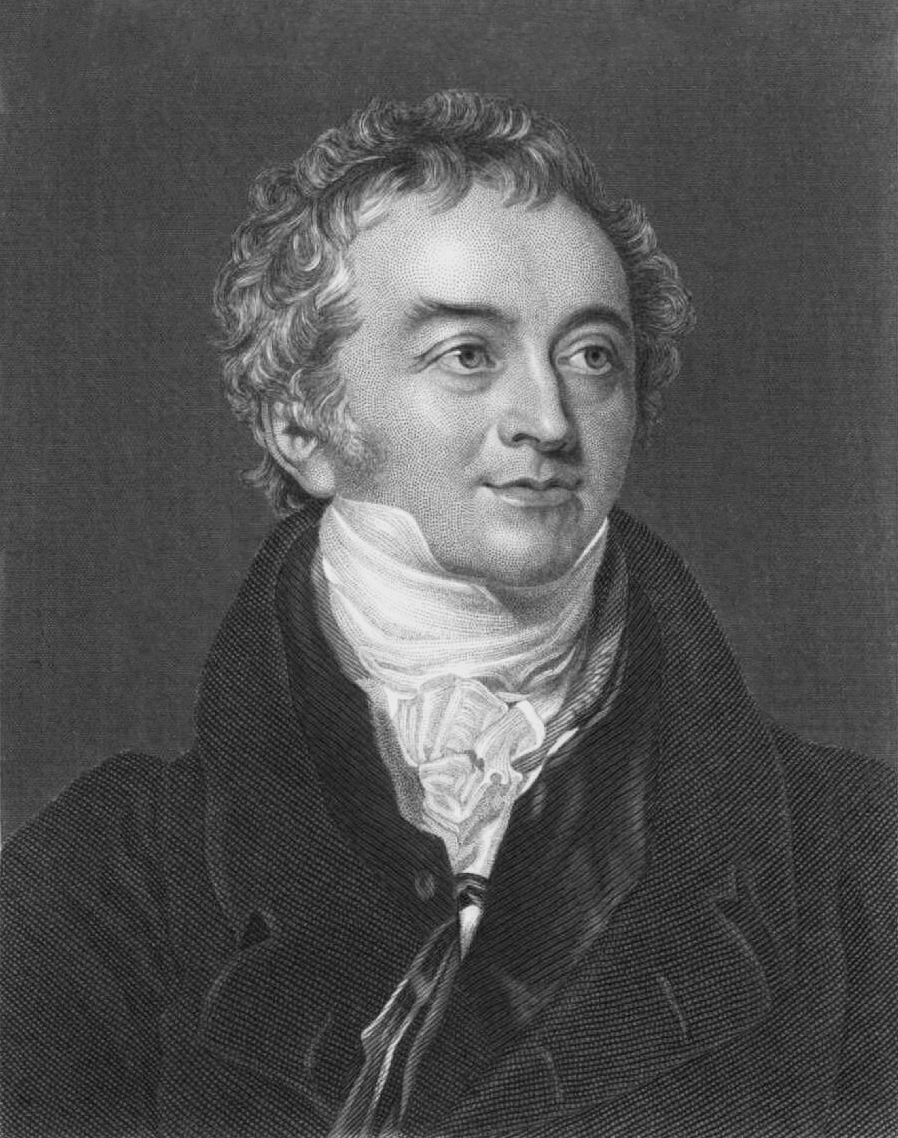
Томас Юнг первым использовал понятие «энергия» в современном смысле слова

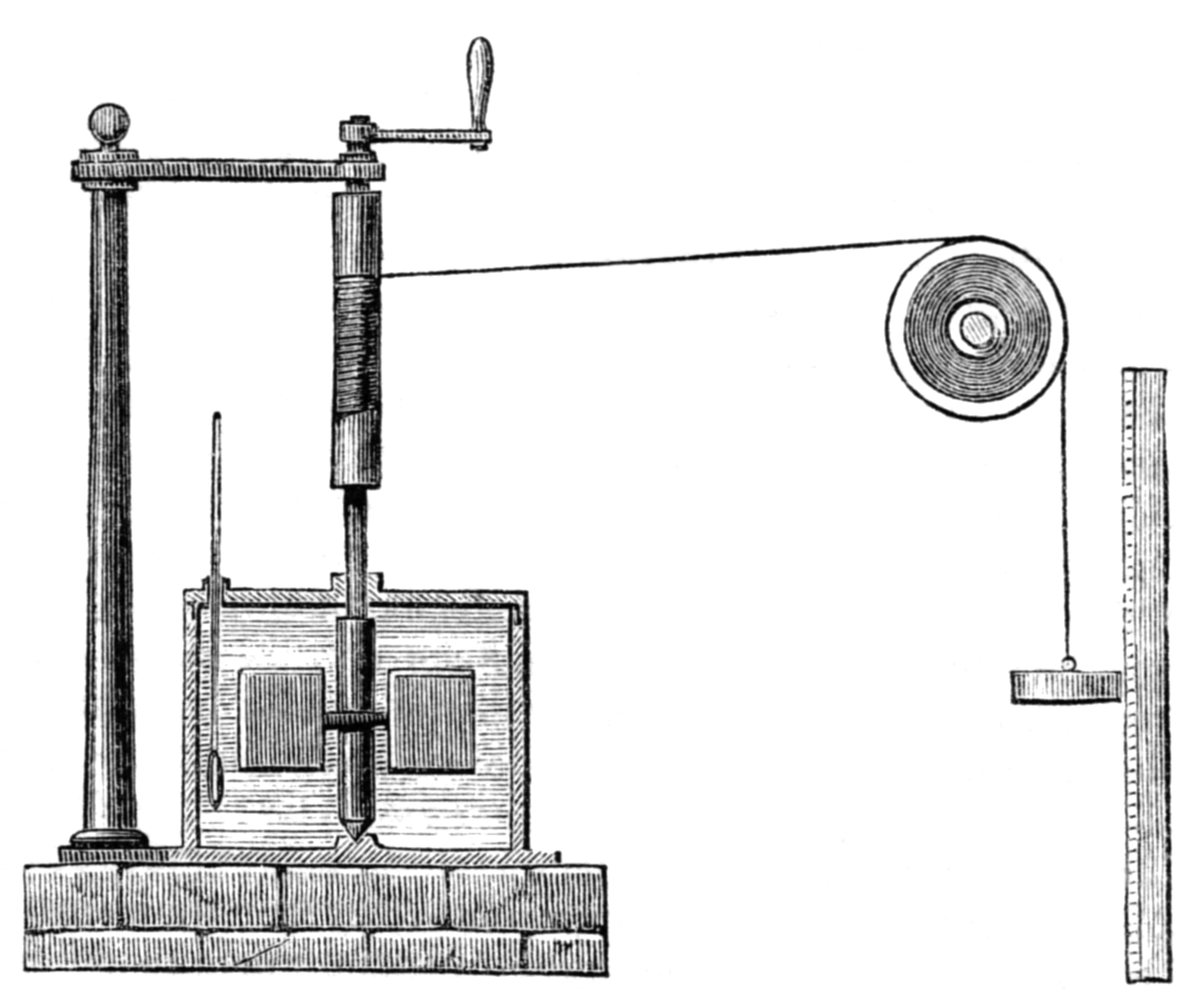
Прибор Джоуля для измерения механического эквивалента тепла. Нисходящий груз, прикреплённый к струне, вызывает вращение погружённого в воду весла.

Лейбниц в своих трактатах 1686 и 1695 годов ввёл понятие «живой силы» (vis viva), которую он определил как произведение массы объекта и квадрата его скорости (в современной терминологии — кинетическая энергия, только удвоенная). Кроме того, Лейбниц верил в сохранение общей «живой силы». Для объяснения уменьшения скорости тел из-за трения, он предположил, что утраченная часть «живой силы» переходит к атомам.
Маркиза Эмили дю Шатле в книге «Учебник физики» (фр. Institutions de Physique, 1740), объединила идею Лейбница с практическими наблюдениями Виллема Гравезанда.
В 1807 году Томас Юнг первым использовал термин «энергия» в современном смысле этого слова взамен понятия «живая сила». Гаспар-Гюстав Кориолис раскрыл связь между работой и кинетической энергией в 1829 году. Уильям Томсон (будущий лорд Кельвин) впервые использовал термин «кинетическая энергия» не позже 1851 года, а в 1853 году Уильям Ренкин впервые ввёл понятие «потенциальная энергия».
Несколько лет велись споры, является ли энергия субстанцией (теплород) или только физической величиной.
Развитие паровых двигателей требовало от инженеров разработать понятия и формулы, которые позволили бы им описать механический и термический КПД своих систем. Физики (Сади Карно, Джеймс Джоуль, Эмиль Клапейрон и Герман Гельмгольц), математики — все развивали идею, что способность совершать определённые действия, называемая работой, была как-то связана с энергией системы. В 1850-х годах, профессор натурфилософии из Глазго Уильям Томсон и инженер Уильям Ренкин начали работу по замене устаревшего языка механики с такими понятиями как «кинетическая и фактическая (actual) энергии». Уильям Томсон соединил знания об энергии в законы термодинамики, что способствовало стремительному развитию химии. Рудольф Клаузиус, Джозайя Гиббс и Вальтер Нернст объяснили многие химические процессы, используя законы термодинамики. Развитие термодинамики было продолжено Клаузиусом, который ввёл и математически сформулировал понятие энтропии, и Джозефом Стефаном, который ввёл закон излучения абсолютно чёрного тела. В 1853 году Уильям Ренкин ввёл понятие «потенциальная энергия». В 1881 году Уильям Томсон заявил перед слушателями:

Само слово энергия, хотя и было впервые употреблено в современном смысле доктором Томасом Юнгом приблизительно в начале этого века, только сейчас входит в употребление практически после того, как теория, которая дала определение энергии, … развилась от просто формулы математической динамики до принципа, пронизывающего всю природу и направляющего исследователя в области науки.
Оригинальный текст (англ.)The very name energy, though first used in its present sense by Dr Thomas Young about the beginning of this century, has only come into use practically after the doctrine which defines it had … been raised from mere formula of mathematical dynamics to the position it now holds of a principle pervading all nature and guiding the investigator in the field of science.

В течение следующих тридцати лет эта новая наука имела несколько названий, например, «динамическая теория тепла» (англ. dynamical theory of heat) и «энергетика» (англ. energetics). В 1920-х годах общепринятым стало название «термодинамика» — наука о преобразовании энергии.
Особенности преобразования тепла и работы были показаны в первых двух законах термодинамики. Наука об энергии разделилась на множество различных областей, таких как биологическая термодинамика и термоэкономика (англ. thermoeconomics). Параллельно развивались связанные понятия, такие как энтропия, мера потери полезной энергии, мощность, поток энергии за единицу времени, и так далее. В последние два века использование слова энергия в ненаучном смысле широко распространилось в популярной литературе.
В 1918 году было доказано, что закон сохранения энергии есть математическое следствие трансляционной симметрии времени, величины сопряжённой энергии. То есть энергия сохраняется потому, что законы физики не изменяются с течением времени (см. Теорема Нётер, изотропия пространства).
В 1961 году выдающийся преподаватель физики и нобелевский лауреат, Ричард Фейнман в лекциях так выразился о концепции энергии:

Существует факт, или, если угодно, закон, управляющий всеми явлениями природы, всем, что было известно до сих пор. Исключений из этого закона не существует; насколько мы знаем, он абсолютно точен. Название его — сохранение энергии. Он утверждает, что существует определённая величина, называемая энергией, которая не меняется ни при каких превращениях, происходящих в природе. Само это утверждение весьма и весьма отвлечённо. Это по существу математический принцип, утверждающий, что существует некоторая численная величина, которая не изменяется ни при каких обстоятельствах. Это отнюдь не описание механизма явления или чего-то конкретного, просто-напросто отмечается то странное обстоятельство, что можно подсчитать какое-то число и затем спокойно следить, как природа будет выкидывать любые свои трюки, а потом опять подсчитать это число — и оно останется прежним.
Оригинальный текст (англ.)There is a fact, or if you wish, a law, governing natural phenomena that are known to date. There is no known exception to this law—it is exact so far we know. The law is called conservation of energy; it states that there is a certain quantity, which we call energy that does not change in manifold changes which nature undergoes. That is a most abstract idea, because it is a mathematical principle; it says that there is a numerical quantity, which does not change when something happens. It is not a description of a mechanism, or anything concrete; it is just a strange fact that we can calculate some number, and when we finish watching nature go through her tricks and calculate the number again, it is the same.
— Фейнмановские лекции по физике

## Виды энергии
Механика различает потенциальную энергию (или, в более общем случае, энергию взаимодействия тел или их частей между собой или с внешними полями) и кинетическую энергию (энергия движения). Их сумма называется полной механической энергией.
Энергией обладают все виды полей. По этому признаку различают: электромагнитную (разделяемую иногда на электрическую и магнитную энергии), гравитационную (тяготения) и атомную (ядерную) энергии (также может быть разделена на энергию слабого и сильного взаимодействий).
Термодинамика рассматривает внутреннюю энергию и иные термодинамические потенциалы.
В химии рассматриваются такие величины, как энергия связи, химическое сродство, имеющие размерность энергии, отнесённой к количеству вещества. См. также: химический потенциал.
Энергия взрыва иногда измеряется в тротиловом эквиваленте.

### Кинетическая
Кинетическая энергия — энергия механической системы, зависящая от скоростей движения её точек. Часто выделяют кинетическую энергию поступательного и вращательного движения. Единица измерения в СИ — джоуль. Более строго, кинетическая энергия есть разность между полной энергией системы и её энергией покоя; таким образом, кинетическая энергия — часть полной энергии, обусловленная движением.

### Потенциальная
Потенциальная энергия {\displaystyle U({\vec {r}})} — скалярная физическая величина, характеризует запас энергии некоего тела (или материальной точки), находящегося в потенциальном силовом поле, который идёт на приобретение (изменение) кинетической энергии тела за счёт работы сил поля. Другое определение: потенциальная энергия — это функция координат, являющаяся слагаемым в лагранжиане системы, и описывающая взаимодействие элементов системы.
Термин «потенциальная энергия» был введён в XIX веке шотландским инженером и физиком Уильямом Ренкином. Единицей измерения энергии в СИ является джоуль. Потенциальная энергия принимается равной нулю для некоторой конфигурации тел в пространстве, выбор которой определяется удобством дальнейших вычислений. Процесс выбора данной конфигурации называется нормировкой потенциальной энергии.

### Гравитационная
Гравитационная энергия — потенциальная энергия системы тел (частиц), обусловленная их взаимным тяготением. Гравитационно-связанная система — система, в которой гравитационная энергия больше суммы всех остальных видов энергий (помимо энергии покоя). Общепринята шкала, согласно которой для любой системы тел, находящихся на конечных расстояниях, гравитационная энергия отрицательна, а для бесконечно удалённых, то есть для гравитационно не взаимодействующих тел, гравитационная энергия равна нулю. Полная энергия системы, равная сумме гравитационной и кинетической энергии постоянна, для изолированной системы гравитационная энергия является энергией связи. Системы с положительной полной энергией не могут быть стационарными.

### Ядерная
Ядерная энергия (атомная энергия) — это энергия, содержащаяся в атомных ядрах и выделяемая при ядерных реакциях.
Энергия связи — энергия, которая требуется, чтобы разделить ядро на отдельные нуклоны, называется энергией связи. Энергия связи, приходящаяся на один нуклон, неодинакова для разных химических элементов и, даже, изотопов одного и того же химического элемента.

### Внутренняя
Внутренняя энергия тела (обозначается как E или U) — это сумма энергий молекулярных взаимодействий и тепловых движений молекул. Внутреннюю энергию тела нельзя измерить напрямую. Внутренняя энергия является однозначной функцией состояния системы. Это означает, что всякий раз, когда система оказывается в данном состоянии, её внутренняя энергия принимает присущее этому состоянию значение, независимо от предыстории системы. Следовательно, изменение внутренней энергии при переходе из одного состояния в другое будет всегда равно разности между её значениями в конечном и начальном состояниях, независимо от пути, по которому совершался переход.

### Химический потенциал
Химический потенциал {\displaystyle \mu } — один из термодинамических параметров системы, а именно энергия добавления одной частицы в систему без совершения работы.

### Энергия взрыва
Взрыв — физический или/и химический быстропротекающий процесс с выделением значительной энергии в небольшом объёме за короткий промежуток времени, приводящий к ударным, вибрационным и тепловым воздействиям на окружающую среду и высокоскоростному расширению газов.
При химическом взрыве, кроме газов, могут образовываться и твёрдые высокодисперсные частицы, взвесь которых называют продуктами взрыва. Энергию взрыва иногда измеряют в тротиловом эквиваленте — мере энерговыделения высокоэнергетических событий, выраженной в количестве тринитротолуола (ТНТ), выделяющем при взрыве равное количество энергии.

### Энергия вакуума
Энергия вакуума — энергия, равномерно распределённая в вакууме и, предположительно, вызывающая отталкивание между любыми материальными объектами во Вселенной с силой, прямо пропорциональной их массе и расстоянию между ними. Обладает крайне низкой плотностью.

### Осмотическая энергия
Осмотическая энергия — работа, которую надо произвести, чтобы повысить концентрацию молекул или ионов в растворе.

## Энергия и работа
Энергия является мерой способности физической системы совершить работу. Например, изменение полной механической энергии тела численно равно величине механической работы, совершённой над телом. Поэтому количественно энергия и работа выражаются в одних единицах.

## В специальной теории относительности

### Энергия и масса
Согласно специальной теории относительности между массой и энергией существует связь, выражаемая знаменитой формулой Эйнштейна:
{\displaystyle E=mc^{2},}
где {\displaystyle E} — энергия системы;
{\displaystyle m} — её масса;
{\displaystyle c} — скорость света в вакууме.
Несмотря на то, что исторически предпринимались попытки трактовать это выражение как полную эквивалентность понятия энергии и массы, что, в частности, привело к появлению такого понятия как релятивистская масса, в современной физике принято сужать смысл этого уравнения, понимая под массой массу тела в состоянии покоя (так называемая масса покоя), а под энергией — только внутреннюю энергию, заключённую в системе.
Энергия тела, согласно законам классической механики, зависит от системы отсчёта, то есть неодинакова для разных наблюдателей. Если тело движется со скоростью {\displaystyle v} относительно некоего наблюдателя, то для другого наблюдателя, движущегося с той же скоростью, оно будет казаться неподвижным. Соответственно, для первого наблюдателя кинетическая энергия тела будет равна, {\displaystyle mv^{2}/2}, где {\displaystyle m} — масса тела, а для другого наблюдателя — нулю.
Эта зависимость энергии от системы отсчёта сохраняется также в теории относительности. Для определения преобразований, происходящих с энергией при переходе от одной инерциальной системы отсчёта к другой используется сложная математическая конструкция — тензор энергии-импульса.
Зависимость энергии тела от скорости рассматривается уже не так, как в ньютоновской физике, а согласно вышеназванной формуле Эйнштейна:
{\displaystyle E={\frac {mc^{2}}{\sqrt {1-v^{2}/c^{2}}}},}
где {\displaystyle m} — инвариантная масса. В системе отсчёта, связанной с телом, его скорость равна нулю, а энергия, которую называют энергией покоя, выражается формулой:
{\displaystyle E_{0}=mc^{2}.}
Это минимальная энергия, которую может иметь тело, обладающее массой. Значение формулы Эйнштейна также в том, что до неё энергия определялась с точностью до произвольной постоянной, а формула Эйнштейна указывает абсолютное значение этой постоянной.

### Энергия и импульс
Специальная теория относительности рассматривает энергию как компоненту 4-импульса (4-вектора энергии-импульса), в который наравне с энергией входят три пространственные компоненты импульса. Таким образом энергия и импульс оказываются связанными и оказывают взаимное влияние друг на друга при переходе из одной системы отсчёта в другую.

## В квантовой механике
В квантовой механике энергия {\displaystyle E} свободной частицы связана с круговой частотой {\displaystyle \omega } соответствующей волны де Бройля соотношением {\displaystyle E=\hbar \omega }, где {\displaystyle \hbar } — приведённая постоянная Планка. Это уравнение является математическим выражением принципа корпускулярно-волнового дуализма волн и частиц для случая энергии. В квантовой механике энергия двойственна времени. В частности, в силу фундаментальных причин принципиально невозможно измерить абсолютно точно энергию системы в каком-либо процессе, время протекания которого конечно. При проведении серии измерений одного и того же процесса значения измеренной энергии будут флуктуировать, однако среднее значение всегда определяется законом сохранения энергии. Это приводит к тому, что иногда говорят, что в квантовой механике сохраняется средняя энергия.

## В общей теории относительности
В общей теории относительности время не является однородным, поэтому возникают определённые проблемы при попытке введения понятия энергии. В частности, оказывается невозможным определить энергию гравитационного поля как тензор относительно общих преобразований координат.

## Энергия и энтропия
Внутренняя энергия (или энергия хаотического движения молекул) является самым «деградированным» видом энергии — она не может превращаться в другие виды энергии без потерь (см.: энтропия).

## Физическая размерность и соотношение между единицами измерения
В системе физических величин LMT энергия имеет размерность {\displaystyle ML^{2}T^{-2}}.
| Единица                 | Эквивалент    | Эквивалент    | Эквивалент    | Эквивалент    |
| Единица                 | в Дж          | в эрг         | в межд. кал   | в эВ          |
| ----------------------- | ------------- | ------------- | ------------- | ------------- |
| 1 Дж                    | 1             | 107           | 0,238846      | 0,624146⋅1019 |
| 1 эрг                   | 10−7          | 1             | 2,38846⋅10−8  | 0,624146⋅1012 |
| 1 межд. Дж              | 1,00020       | 1,00020⋅107   | 0,238891      | 0,624332⋅1019 |
| 1 кгс·м                 | 9,80665       | 9,80665⋅107   | 2,34227       | 6,12078⋅1019  |
| 1 кВт·ч                 | 3,60000⋅106   | 3,60000⋅1013  | 8,5985⋅105    | 2,24693⋅1025  |
| 1 л·атм                 | 101,3278      | 1,013278⋅109  | 24,2017       | 63,24333⋅1019 |
| 1 межд. кал (calIT)     | 4,1868        | 4,1868⋅107    | 1             | 2,58287⋅1019  |
| 1 термохим. кал (калТХ) | 4,18400       | 4,18400⋅107   | 0,99933       | 2,58143⋅1019  |
| 1 электронвольт (эВ)    | 1,60219⋅10−19 | 1,60219⋅10−12 | 3,92677⋅10−20 | 1             |

## Источники энергии

Базовый обзор энергии и жизни человека.

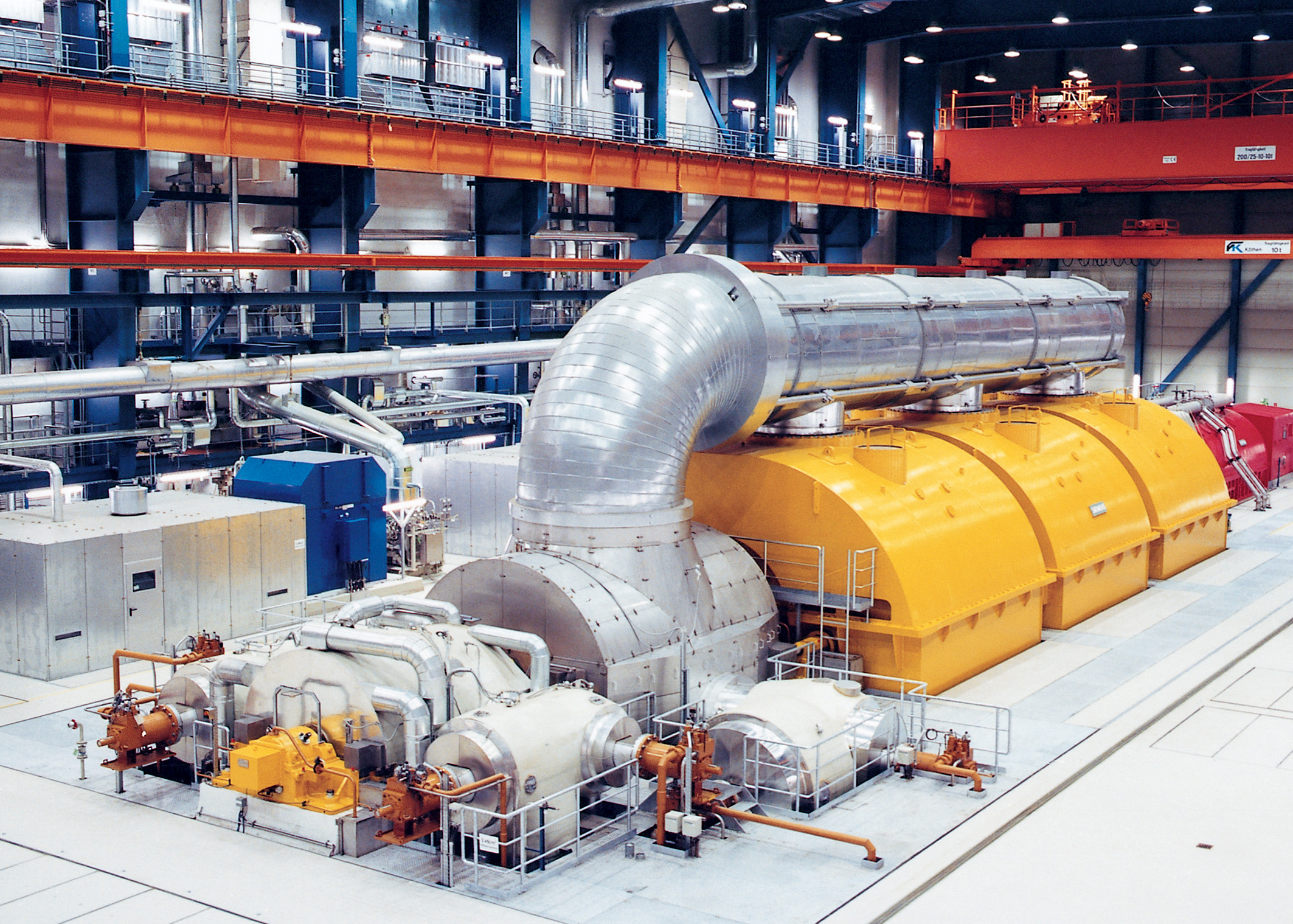
Турбогенератор преобразует энергию пара под давлением в электрическую энергию